# U 108 (1940)
U 108 (1940) byla německá ponorka dalekého dosahu typu IX B postavená před 2. světovou válkou pro německé válečné námořnictvo (Kriegsmarine). V období leden 1941 až duben 1944 vyplula na 11 bojových plaveb. U 108 potopila 25 spojeneckých lodí o celkové tonáži 118 722 BRT a 1 válečnou loď o celkové tonáži 16 644 BRT. Do služby byla uvedena 22. října 1940 pod velením Klause Scholtze. Dalšími veliteli byli Erich Hilsenitz, Ralf-Reimar Wolfram a posledním velitelem byl Matthias Brünig.

## Konstrukce
Ponorka U 108 byla objednána 24. května 1938 v loděnicích Deutsche Schiff- und Maschinenbau Aktiengesellschaft (Deschimag) pod výrobním číslem 971. Výroba byla zahájená 27. prosince 1939. Na vodu byla spuštěna 15. července 1940. Do služby byla zařazena 22. října 1940. Typ IX B byla delší než původní ponorky typu IX. Na hladině měla výtlak 1 051 tun, při ponoření 1 178 tun. Ponor byl 4,7 m, výška 9,6 m. Pohon tvořily dva devíti válcové diesel motory MAN M 9 V 40/46 o celkovém výkonu 4 400 PS (3 240 kW) k pohonu na hladině a dobíjení baterií. K plavbě pod vodu sloužily dva elektromotory Siemens-Schuckert 2 GU 345/34 o celkovém výkonu 1000 PS (740 kW). Dvě lodní hřídele poháněly ponorku pomocí lodních šroubů o průměru 1,92 m. Mohla se potopit a plout až 230 m pod hladinou moře. Její maximální rychlost byla 18,2 uzlů (33,7 km/h) na hladině a 7,3 uzlů (13,5 km/h) pod hladinou. Dosah byl 12 000 námořních mil (22 000 km) při rychlosti 10 uzlů (19 km/h), pod vodou při rychlosti 4 uzly (7,4 km/h) urazila 64 námořních mil (119 km).

## Historie služby
U 108 od 22. října 1940 do 31. ledna 1941 byla zařazena k jako výcviková ponorka 2. ponorkové flotily–školní ve Wilhelmshavenu. Od 1. února 1941 do 31. srpna 1943 byla převelena pod 2. ponorkovou flotilu (německy 2. U-Flottille, anglicky 2nd U-boat Flotilla) ve Wilhelmshaven pak v Lorientu ve Francii. Od 1. září 1943 do 11. dubna 1944 byla zařazena jako výcviková ponorka u 8. ponorkové flotily (německy 8. U-Flottille, ) v Gdaňsku. Během své služby se zúčastnila sedmi vlčích smeček.

### První bojová plavba
Na první bojovou plavbu ponorka U 108 vyplula z Wilelmshavenu 15. února 1941 a vrátila se 12. března 1941 do Lorientu. Operační prostor byl v severním Atlantiku jihozápadně od Islandu a potopila dvě lodě o celkové tonáži 8 078 BRT.
| Datum         | Jméno       | Příslušnost | Tonáž [BRT] | Konvoj | Pozice            |
| ------------- | ----------- | ----------- | ----------- | ------ | ----------------- |
| 22. únor 1941 | Texelstroom | nizozemsko  | 1 617       |        | 63°15′ N 20°30′ W |
| 28. únor 1941 | Effna       | UK          | 6 461       |        | 61°30′ N 15°45′ W |

### Druhá bojová plavba
Na druhou bojovou plavbu U 108 vyplula 3. dubna 1941 z Lorientu a vrátila se 2. května 1941. Operační prostor byl v severním Atlantiku v Dánském průlivu mezi Islandem a Grónskem a potopila britský pomocný křižník o celkové tonáži 16 644 BRT, 40 osob zemřelo a 283 bylo zachráněno.
| Datum          | Jméno     | Příslušnost | Tonáž [BRT] | Konvoj | Pozice            |
| -------------- | --------- | ----------- | ----------- | ------ | ----------------- |
| 13. dubna 1941 | Rajputana | Royal Navy  | 16 644      | HX 117 | 64°50′ N 27°25′ W |

Konvoj HX 117 měl 43 lodí.

### Třetí bojová plavba
Na třetí bojovou plavbu U 108 vyplula 25. května 1941 z Lorientu a vrátila se 7. července 1941. Operační prostor byl v severním Atlantiku, jihozápadně od Irska a východně Newfoundland. U 108 potopila 7 lodí o celkové tonáži 26 931 BRT. Ponorka U 108 se zúčastnila pátrání po námořnících potopené bitevní lodi Bismarck, nacházela pouze mrtvá těla.
| Datum            | Jméno            | Příslušnost | Tonáž [BRT] | Konvoj | Pozice            |
| ---------------- | ---------------- | ----------- | ----------- | ------ | ----------------- |
| 2. června 1941   | SS Michael E     | UK          | 7 628       | OB 327 | 48°50′ N 29°00′ W |
| 8. června 1941   | Baron Nairn      | UK          | 3 164       | OB 328 | 47°35′ N 39°02′ W |
| 8. června 1941   | Dirphys          | Řecko       | 4 240       | OB 328 | 47°44′ N 39°02′ W |
| 10. června 1941  | Christian Krohg  | Norsko      | 1 992       | OB 328 | 45°00′ N 36°30′ W |
| 25. června 1941  | Ellinco          | Řecko       | 3 059       |        | 55° N 38° W       |
| 25. června 1941  | Nicholas Pateras | Řecko       | 4362        |        | 55° N 38° W       |
| 1. července 1941 | Toronto City     | UK          | 2 486       |        | 47°03′ N 30°00′ W |

### Čtvrtá bojová plavba
Na čtvrtou bojovou plavbu U 108 vyplula 19. srpna 1941 z Lorientu a vrátila se 21. října 1941. Operační prostor byl v centrální části Atlantského oceánu západně od Azor, souostroví Svatého Petra a Pavla a Freetownu. Nebyly potopeny ani poškozeny žádné lodě.

### Pátá bojová plavba
Na pátou bojovou plavbu U 108 vyplula 5. prosince 1941 z Lorientu a vrátila se 25. prosince 1941. Operační prostor byl v Atlantském oceánu u západně od Gibraltaru. U 108 potopila dvě lodě o celkové tonáži 7 260 BRT. Zúčastnila se vlčí smečky Seeräuber.
| Datum             | Jméno     | Příslušnost | Tonáž [BRT] | Konvoj | Pozice            |
| ----------------- | --------- | ----------- | ----------- | ------ | ----------------- |
| 14. prosince 1941 | Cassequel | Portugalsko | 2 751       |        | 35°08′ N 11°14′ W |
| 19. prosince 1941 | Ruckinge  | UK          | 2 869       | HG 76  | 38°20′ N 17°15′ W |

### Šestá bojová plavba
Na šestou bojovou plavbu U 108 vyplula 8. ledna 1942 z Lorientu a vrátila se 11. ledna 1942 z důvodu opravy. Znovu z Lorientu vyplula 12. ledna 1942 a vrátila se 14. března 1942. Operační prostor byl v západní části Atlantského oceánu u východního pobřeží USA, bylo potopeno 5 lodí o celkové tonáži 20 082 BRT. 27. až 18. června 1942 ponorka U 459 poskytla ponorce U 108 43 m3 paliva.
| Datum         | Jméno         | Příslušnost | Tonáž [BRT] | Konvoj | Pozice            |
| ------------- | ------------- | ----------- | ----------- | ------ | ----------------- |
| 8. únor 1942  | Ocean Venture | UK          | 7 174       |        | 37°05′ N 74°46′ W |
| 9. únor 1942  | Tolosa        | Norsko      | 1 974       |        | 34°40′ N 73°50′ W |
| 12. únor 1942 | Blink         | Norsko      | 2 701       |        | 35°00′ N 72°27′ W |
| 16. únor 1942 | Ramapo        | Panama      | 2 968       |        | 35°10′ N 65°50′ W |
| 18. únor 1942 | Somme         | UK          | 5 265       | ONS 62 | 35°30′ N 61°25′ W |

### Sedmá bojová plavba
Na sedmou bojovou plavbu U 108 vyplula 30. března 1942 z Lorientu a vrátila se 1. června 1942. Operační prostor byl v západní části Atlantského oceánu, v Karibiku, u Bahamských ostrovů a Velkých Antil. U 108 potopila pět lodí o celkové tonáži 31 340 BRT. 19. dubna 1942 ponorka U 459 poskytla ponorce U 108 40 m3 paliva.
| Datum           | Jméno     | Příslušnost | Tonáž [BRT] | Konvoj | Pozice            |
| --------------- | --------- | ----------- | ----------- | ------ | ----------------- |
| 25. duben 1942  | Modesta   | UK          | 3 849       |        | 33°40′ N 63°10′ W |
| 29. duben 1942  | Mobiloil  | USA         | 9 925       |        | 23°35′ N 66°18′ W |
| 5. květen 1942  | Afoundria | USA         | 5 010       |        | 19°59′ N 73°26′ W |
| 6. květen 1942  | Abgara    | Lotyšsko    | 4 422       |        | 20°45′ N 72°55′ W |
| 20. květen 1942 | Norland   | Norsko      | 8 134       | ON 93  | 31°22′ N 55°47′ W |

### Osmá bojová plavba
Na osmou bojovou plavbu U 108 vyplula 13. července 1942 z Lorientu a vrátila se 10. září 1942. Operační prostor byl v centrální části a v západní Atlantského oceánu, a jižně od Trinidadu. U 108 potopila tři lodě o celkové tonáži 17 495 BRT. 2. září 1942 ponorka U 510 poskytla ponorce U 108 22,7 m3 paliva.
| Datum          | Jméno     | Příslušnost | Tonáž [BRT] | Konvoj | Pozice            |
| -------------- | --------- | ----------- | ----------- | ------ | ----------------- |
| 3. srpna 1942  | Tricula   | UK          | 6,221       |        | 11°35′ N 56°51′ W |
| 7. srpna 1942  | Breñas    | Norsko      | 2,687       |        | 8°38′ N 53°45′ W  |
| 18. srpna 1942 | Louisiana | USA         | 8,567       |        | 8°38′ N 53°45′ W  |

### Devátá bojová plavba
Na devátou bojovou plavbu U 108 vyplula 25. října 1942 z Lorientu a vrátila se 26. listopadu 1942. Operační prostor byl v centrální části Atlantiku, západně od Marockého pobřeží. Nebyly potopeny ani poškozeny žádné lodě. Zúčastnila se vlčí smečky Schlagetot.

### Desátá bojová plavba
Na desátou bojovou plavbu U 108 vyplula 20. ledna 1943 z Lorientu a vrátila se 24. února 1943. Operační prostor byl v centrální části Atlantiku u Kanárských ostrovů. 10. února byla napadena hydroplánem Catalina od 202. perutě RAF, poškozené přední torpédomety ji přinutily k návratu do Lorientu. Nebyly potopeny ani poškozeny žádné lodě. 16. února 1943 ponorka U 511 poskytla 55 m3 paliva ponorce U 108. Ponorka U 108 se zúčastnila vlčí smečky Rochen.

### Jedenáctá bojová plavba
Na jedenáctou bojovou plavbu U 108 vyplula 1. dubna 1943 z Lorientu a vrátila se 11. května 1943 do Bergenu. Operační prostor byl v severním Atlantiku a v centrální části severního Atlantiku. 2. května 1943 ponorka U 461 poskytla 70 m3 paliva ponorce U 108. Ponorka U 108 se zúčastnila vlčích smeček Adler, Meise a Specht. Na této plavbě potopila jednu loď o celkové tonáži 7 176 BRT. 11. května 1943 vyplula z Bergenu a 12. května doplula do Kristiansandu. Tentýž den pokračovala do Štětína, kde doplula 16. května 1943. 1. září 1943 byla zařazena jako výcviková ponorka k 8. ponorkové flotile.
| Datum          | Jméno       | Příslušnost | Tonáž [BRT] | Konvoj | Pozice                |
| -------------- | ----------- | ----------- | ----------- | ------ | --------------------- |
| 19. dubna 1943 | Robert Gray | USA         | 7 176       |        | přibližně 40° N 50° W |

### Zničení
Ponorka U 108 byla potopena ve Štětíně během náletu americké 8. letecké armády, posádka neměla žádné ztráty. 17. července 1944 byla vyřazena z flotily. V roce 1946 byla pravděpodobně sešrotována.

### Vlčí smečky
Ponorka U 108 se zúčastnila v průběhu bojových operací sedmi vlčích smeček
1. West (2. červen 1941 – 20. červen 1941)
2. Seeräuber (14.–22. prosinec 1941)
3. Schlagetot (9. prosinec 1941 – 17. listopad 1942)
4. Rochen (28. leden – 11. únor 1943)
5. Adler (7. duben 1943 – 13. duben 1943)
6. Meise (13. duben 1943 – 27. duben 1943)
7. Specht (27. duben 1943 – 28. duben 1943)